# Difficult to Cure
Difficult to Cure is het 5e studioalbum van de Britse hardrockband Rainbow. Het oorspronkelijke album werd in 1981 op vinyl en muziekcassette uitgebracht. In 1999 is een geremasterde cd uitgebracht, waarvan het cd-boekje een duplicaat was van de originele LP-hoes ontworpen door Hipgnosis.

## Perikelen
Aanvankelijk zijn oefensessies gehouden en is een ruwe opname gemaakt toen zanger Graham Bonnet nog deel uit maakte van Rainbow. Door onenigheid met Ritchie Blackmore en ontevredenheid over de nummers heeft hij de band verlaten. De opnamen in de Sweet Silence Studio in Denemarken gingen gewoon door en nadat Joe Lynn Turner was aangetrokken om Bonnet te vervangen, heeft hij de songteksten in de Kingdom Sound Studios in de Verenigde Staten ingezongen, over het al bestaande geluidsspoor met zang heen. Bob Rondinelli had de plaats van drummer Cozy Powell ingenomen, die de commerciële weg die de band was ingeslagen niet apprecieerde.
Het album is geproduceerd door Roger Glover.

## Waardering
De reacties op Difficult to Cure liepen erg uiteen. Stephen Erlewine geeft bij AllMusic aan dat Ritchie Blackmore naar zijn mening zijn energie beter in het hele album had kunnen steken, dan hoofdzakelijk in het titelnummer. Hij noemt de instrumentale nummers Vielleicht das Nächste Mal (Maybe Next Time) en Difficult to Cure “pretentieuze pseudo-klassieke […]  gitaar-showcases.” Alleen I Surrender en Magic zijn volgens hem memorabel. Nagrarok noemt het album bij Sputnik “te rommelig”.
Op MetalKingdom wordt het aan de andere kant gewaardeerd met 83,9 %.
Het album ontving in Finland, Japan en het Verenigd Koninkrijk een gouden plaat. Met de single I Surrender van dit album scoorde Rainbow in Europa een hit.

## Noteringen
In Nederland bereikte Difficult to Cure de 14e plaats in de Album Top 100. In Duitsland was het album goed voor een langdurig verblijf in de chart (22 weken), met een piek op nummer 13. Het bleef in het Verenigd Koninkrijk op nummer 3 steken. Terwijl Finland een nummer-1-notering opleverde. Ook Zweden liet een top 10 notering zien.

## Musici
- Ritchie Blackmore – gitaar
- Don Airey – keyboards
- Roger Glover – bas
- Bob Rondinelli – drums
- Joe Lynn Turner – leadzang en achtergrondzang[5]

## Tracklist
Het eerste nummer is geschreven door Russ Ballard, het vierde door Brian Moran en het laatste is gecomponeerd door Ludwig van Beethoven — zij het dat de bandleden het hebben gearrangeerd voor popinstrumenten. De overige nummers zijn van de hand van de toenmalige Rainbow-bandleden.
| Nr. | Titel                                                                                                   | Duur |
| --- | --- | ---- |
| 1.  | I Surrender (Ballard)                                                                                   | 4:04 |
| 2.  | Spotlight Kid (Blackmore, Glover)                                                                       | 4:54 |
| 3.  | No Release (Blackmore, Glover, Airey)                                                                   | 5:28 |
| 4.  | Magic (Moran)                                                                                           | 4:06 |
| 5.  | Vielleicht das Nächste Mal (Maybe Next Time) (instrumentaal) (Blackmore, Airey)                         | 3:19 |
| 6.  | Can't Happen Here (Blackmore, Glover)                                                                   | 4:55 |
| 7.  | Freedom Fighter (Blackmore, Glover, Turner)                                                             | 4:19 |
| 8.  | Midtown Tunnel Vision (Blackmore, Glover, Turner)                                                       | 4:32 |
| 9.  | Difficult to Cure (Beethoven's Ninth) (instrumentaal) (Beethoven; arrangement Blackmore, Glover, Airey) | 5:56 |

- MusicBrainz release group: 78032776-51b6-37dd-b747-f13a54e49640